# Baccaurea latifolia
Baccaurea latifolia là một loài thực vật thuộc họ Phyllanthaceae. Loài này có ở Malaysia và Singapore.